# Amaltea (nome)
Amaltea  è un nome proprio di persona italiano femminile.

## Varianti in altre lingue
- Bulgaro: Амалтея (Amalteja)
- Catalano: Amaltea
- Croato: Amalteja
- Francese: Amalthée
- Greco antico: Ἀμάλθεια (Amaltheia)[5]
- Greco moderno: Αμάλθεια (Amaltheia)
- Inglese: Amalthea[6]
- Latino: Amalthea[1][5]
- Lettone: Amalteja
- Lituano: Amaltėja
- Polacco: Amalteja
- Portoghese: Amalteia
- Russo: Амалфея (Amalfeja)
- Serbo: Амалтеја (Amalteja)
- Spagnolo: Amaltea
- Ucraino: Амальтея (Amal'teja)

## Origine e diffusione
Riprende l'antico nome greco Ἀμάλθεια (Amaltheia), la cui etimologia è dibattuta; secondo alcune fonti sarebbe basato su αμαλθευο (amaltheuo, "nutrire", "arricchire"), oppure su μαλθασσω (malthasso, "alleviare", "ammorbidire"); secondo altre si tratterebbe invece di un composto di αμαλος (amalos, "tenero", "morbido") e θεα (thea, "dea").
Si tratta di un nome di matrice classica, poiché portato, nella mitologia greca, da Amaltea, che era la capra che allattò il dio Zeus neonato (oppure la ninfa custode di tale capra). In Italia venne ripreso in epoca rinascimentale, mentre ad oggi è caduto in disuso.

## Onomastico
Essendo un nome adespota, cioè non portato da alcuna santa, l'onomastico può essere festeggiato il giorno di Ognissanti, cioè il 1º novembre.